# Friederike Jehn
Friederike Jehn est une réalisatrice et scénariste allemande, née en 1977 à Fulda.

## Filmographie

### Comme réalisatrice-scénariste
- 2002 : Schlüsselkinder  (court métrage)
- 2004 : Fliehendes Land
- 2004 : Weihnachten auf Eis (court métrage)
- 2004 : Kurz – Der Film (de) (film omnibus)
- 2006 : Nichts weiter als (segment Pirate's Lifes)
- 2008 : Weitertanzen
- 2012 : Dehors, c'est l'été (de) (Draussen ist Sommer)
- 2014 : Der Andi ist wieder da (téléfilm) - seulement réalisatrice
- 2015 : The Ring Thing (court métrage)

### Autres
- 2006 : Requiem de Hans-Christian Schmid - seconde assistante réalisatrice
- 2015 : The Ring Thing (court métrage) d'elle-même - productrice exécutive